# Furius Baco
Furius Baco ist eine Stahlachterbahn im Freizeitpark PortAventura World (in Salou in der Provinz Tarragona, Spanien), die am 5. Juni 2007 eröffnet wurde. Das Design der Achterbahn vom Modell Wing Rider Coaster stammt vom Hersteller Intamin, die Berechnung vom Ingenieurbüro Stengel GmbH.
Sie ist die erste und bislang einzige Achterbahn dieses Modells, bei der sich die Sitze links und rechts der Schiene befinden. Die Kosten für die Bahn belaufen sich auf rund 15 Mio. Euro.
Furius Baco löst in Sachen Geschwindigkeit den Launched Coaster Stealth ab, welcher in England im Thorpe Park steht. Sie war somit bis zur Eröffnung von Red Force im Jahr 2017 die schnellste Achterbahn Europas.

## Name
Der Thematisierung entsprechend ist Baco das spanische Wort für Bacchus, den römischen Gott des Weins. Furius ähnelt den Adjektiven furiosus (lateinisch), furioso (spanisch), furiós (katalanisch) und furious (englisch), die jeweils rasend, wütend bedeuten.

## Fahrt
Der Zug wird per hydraulischem Abschuss in rund 3,5 Sekunden von 0 auf 135 km/h beschleunigt. Die 870 m lange Strecke verläuft bodennah ohne große Hügel, beinhaltet aber als Inversion einen Inline-Twist, welcher die schnellste Inversion der Welt ist (ca. 100 km/h).

## Züge
Furius Baco besitzt drei Züge mit jeweils sechs Wagen. In jedem Wagen können vier Personen (eine Reihe) Platz nehmen. Als Rückhaltesystem kommen Schulterbügel zum Einsatz.
Die Reihen des Zugs liegen auf beiden Seiten der Schiene, also sitzen zwei Personen von vier möglichen Personen pro Reihe auf der einen Seite der Schiene, wobei die anderen beiden Personen auf der anderen Seite der Schiene sitzen. Diese Anordnung ähnelt deren eines 4th-Dimension-Coaster, wobei aber hierbei die Sitze nicht rotieren.

## Fotos

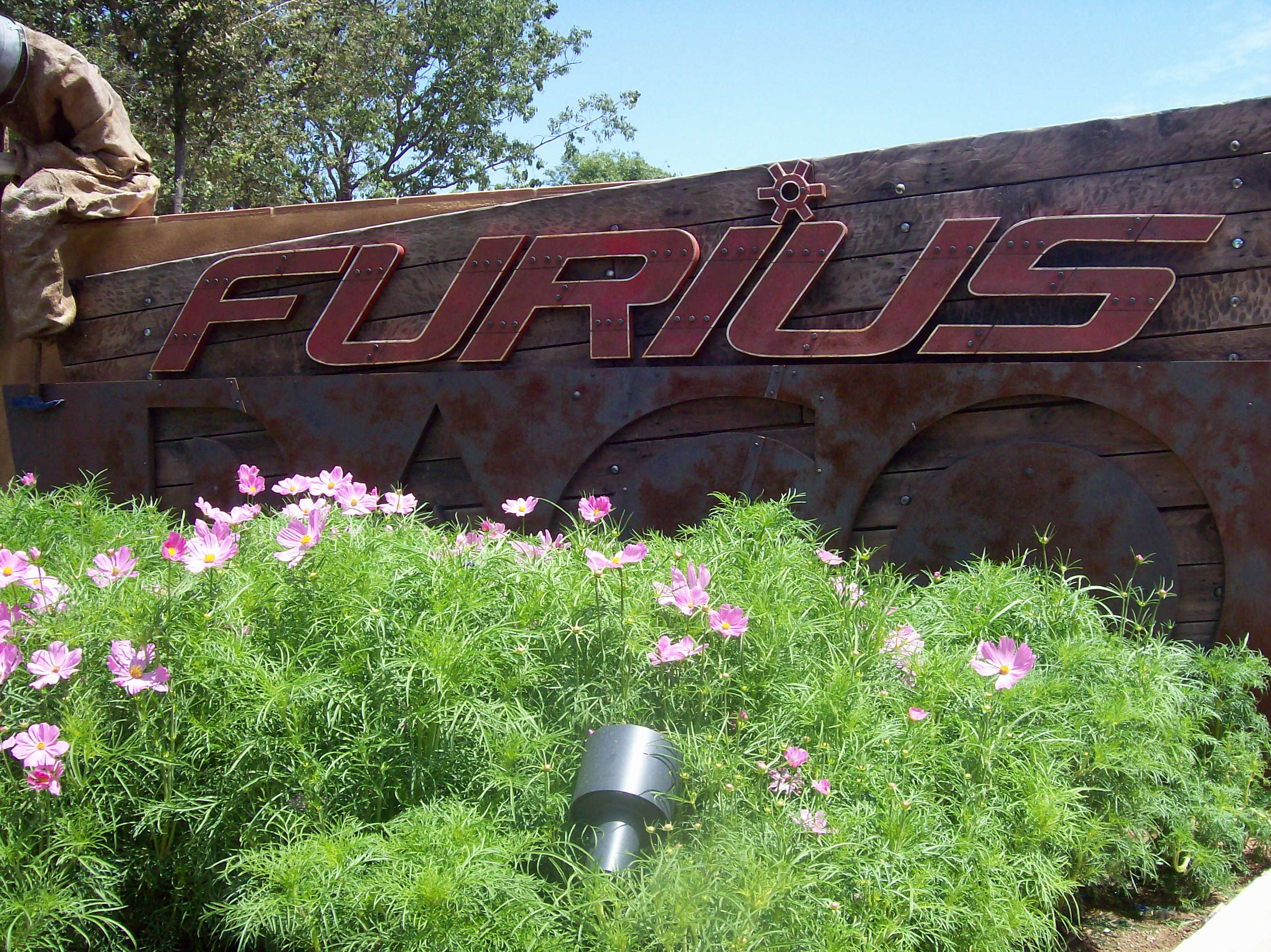
Logo
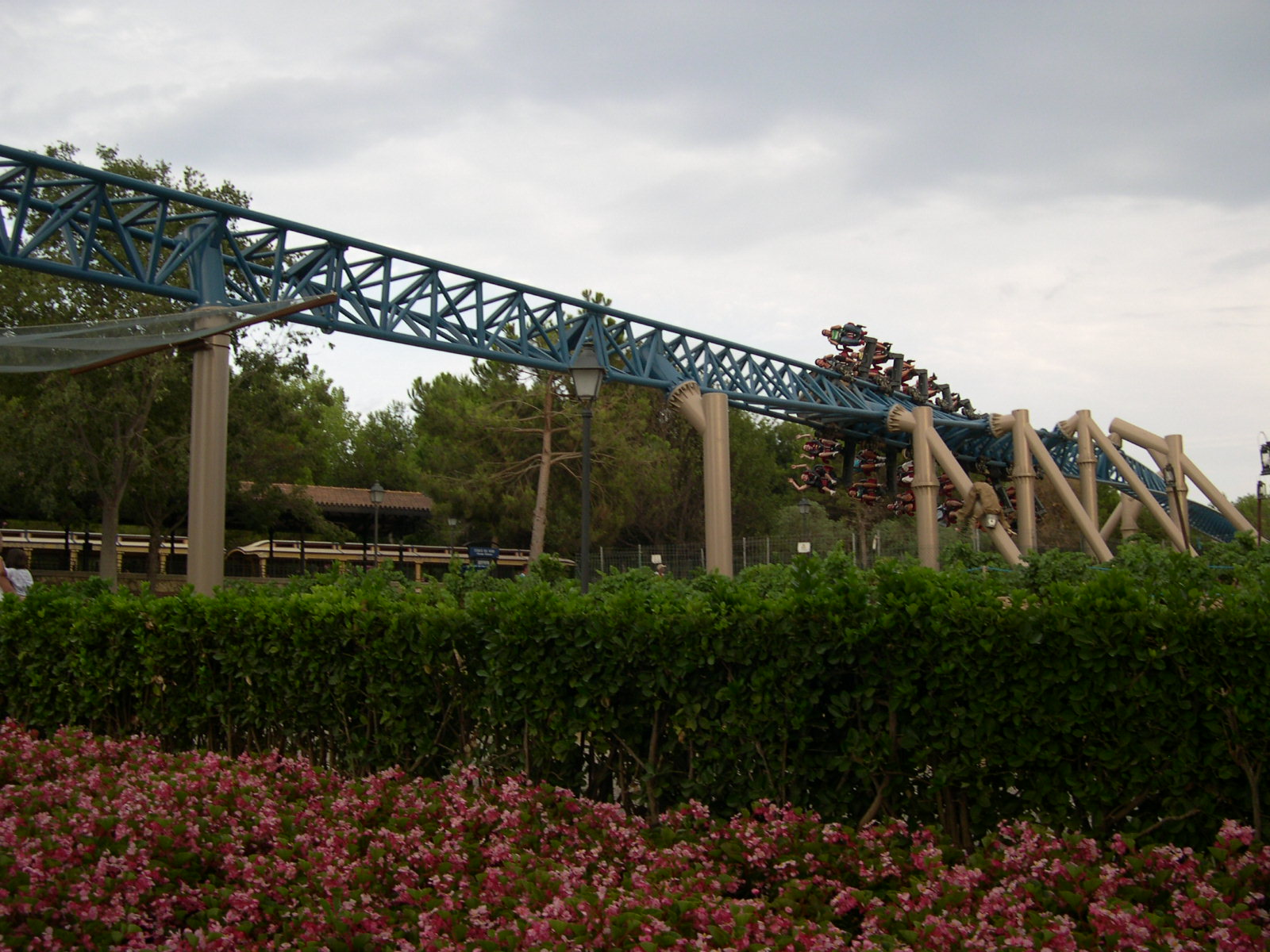
In-Line Twist